# Ветреница черешочковая
Ве́треница черешо́чковая (лат. Anemóne petiolulósa) — травянистое растение, вид рода Ветреница семейства Лютиковые (Ranunculaceae).
Декоративное растение с ярко-жёлтыми цветками, в природе распространённое в Средней и Передней Азии.

## Ботаническое описание
Многолетнее травянистое растение с укороченным одревесневающим клубневидным корневищем 1—2 см длиной и 0,6—2 см шириной. Весенний эфемероид. Стебель (5)7—18(25) см, простой, реже маловетвистый, несущий обычно единственный цветок, редко — 2 или 3 цветка, изредка с редкими волосками.
Прикорневые листья на коротких черешках, в очертании округло-треугольные, трижды тройчатые, голые, немного утолщённые, 2—3×2,5—3,5 см. Листочки на примерно равных черешочках 0,7—1,5 см длиной (реже средний листочек на более длинном черешке), их доли широкоромбовидные или обратнояйцевидные, с тремя лопастями или разделённые на три дольки с тремя зубцами. Стеблевые листья в числе 3, 2—3×2—4 см, с ширококлиновидным основанием, трёхраздельные, с узкими цельными или зубчатыми долями.
Цветоносы волосисто-опушённые, при плодоношении удлиняющиеся. Цветки 1,5—3(3,5) см в диаметре, с 5(6) яйцевидно-ланцетными или эллиптическими долями околоцветника, снаружи шелковисто-опушёнными, с внутренней стороны ярко-золотисто- или серно-жёлтыми, а с внешней — красновато-бурыми, темнеющими сильнее при отцветании. Тычинки с жёлтыми нитями и жёлтыми продолговатыми пыльниками 1—2 мм длиной. Столбики и завязь голые, жёлтые.
Плодики многоорешка шерстисто-волосистые, эллиптические, 2,5—3 мм длиной.
В естественных условиях растение цветёт в конце марта — начале июня, плодоносит в мае — июне.

## Распространение
Ветреница черешочковая распространена в горах и предгорьях Средней Азии, Афганистана и Ирана. Описана с хребта Каржантау — части Западного Тянь-Шаня. Голотип был собран 12 апреля 1922 года Евгением Петровичем Коровиным, хранится в Санкт-Петербурге в гербарии Ботанического института РАН.
Растёт по склонам гор на высоте 2000—3200 м, местами спускается до 700 м, в поясе степей и арчовников, от субальпийских степей до шибляка. Доминантные виды в таких сообществах — деревья и кустарники, можжевельники туркестанский и зеравшанский, клён туркестанский, фисташка настоящая, миндаль бухарский, шиповник превосходный, а также травы пырей волосоносный, осока толстостолбиковая, прангос кормовой, эремурус Регеля, бузульник Томсона, мятлик расползающийся.

## Таксономия и систематика
Первоначально растение было описано Эдуардом Регелем в 1884 году в 8-м томе «Трудов Санкт-Петербургского Императорского ботанического сада» как разновидность ветреницы корончатой. В 1937 году во «Флоре СССР» Сергей Васильевич Юзепчук перевёл его в ранг самостоятельного вида.
В 1998 году Светлана Николаевна Зиман и ряд соавторов объединили несколько среднеазиатских видов (ветреница черешочковая, ветреница весенниковая), посчитав их разновидностями полиморфного вида Anemone biflora.
Ветреница Горчакова — близкий желтоцветковый вид, обладающий дизъюнктивным ареалом в Памиро-Алае и Западном Тянь-Шане. Отличается сидячими или почти сидячими листочками у листьев, а также более мелкими цветками.
Ветреница бухарская — наиболее близкий вид, отличающийся красными цветками, произрастает в Памиро-Алае и Северном Афганистане.

### Синонимы
- Anemone biflora var. petiolulosa (Juz.) Ziman, 1998[4]
- Anemone coronaria var. pluriflora Regel, 1884[3][1][4]